# Quincy Promes
Quincy Anton Promes (Ámsterdam, 4 de enero de 1992) es un futbolista neerlandés que juega como delantero.

## Carrera

### FC Twente
Promes hizo su debut en la Eredivisie con el FC Twente el 11 de abril de 2012, entrando como sustituto en el minuto 81 en un empate 2-2 con el AZ Alkmaar.

### Go Ahead Eagles
El 31 de julio de 2012, Promes se unió al Go Ahead Eagles de la segunda división de los Países Bajos a préstamo para la temporada 2012/13.

### Regreso al FC Twente
Regresó al Twente para comenzar la campaña 2013/14 realizando una muy buena temporada.

### Spartak de Moscú
El 8 de agosto de 2014 fue transferido al Spartak de Moscú (Rusia) por 15 millones de euros.
En la primera temporada con el Spartak Moscú marcó 13 goles y repartió 3 asistencias en 28 partidos en la Liga Premier de Rusia 2014-15.
La siguiente temporada jugó 30 partidos en la Liga Premier de Rusia 2015-16 en los que marcó 18 goles y repartió 4 asistencias.
En temporada 2016-17, la tercera temporada con la escuadra rusa, con la que jugó 26 partidos, repartió 9 asistencias y marcó 12 goles en la Liga Premier de Rusia 2016-17; además disputó dos partidos en la Liga Europea de la UEFA 2016-17 pero no marcó goles. Jugó la Supercopa de Rusia marcando un gol en la victoria 2-1 frente al Lokomotiv Moscú, ganando el doblete de liga y supercopa, ganando sus primeros dos títulos con el equipo ruso.
En la temporada 2017-18, siendo uno de los jugadores más codiciados de Europa, llegó a los 100 partidos en liga con el equipo ruso. En la temporada jugó 36 partidos en todas las competiciones, de los cuales 26 en la Liga Premier de Rusia 2017-18 en los que repartió 7 asistencias y marcó 15 goles, lo que le sirvió para ser el máximo goleador de la Liga Premier de Rusia 2017-18; también jugó 5 partidos en la Liga de Campeones de la UEFA 2017-18 aportando 2 goles y 2 asistencias ayudando al equipo a terminar tercero y poder clasificarse para la Liga Europa de la UEFA 2017-18 en la que jugó dos partidos y no marcó goles y en la Copa de Rusia jugó 3 partidos y marcó 3 goles.

### Sevilla F. C.
El 31 de agosto de 2018 se hizo oficial su fichaje por el Sevilla Fútbol Club para las siguientes cinco temporadas y con la cláusula de rescisión más alta de la historia del club hispalense.

### Regresos a los Países Bajos y Moscú
El 24 de junio de 2019 fichó por cinco años con el Ajax de Ámsterdam.
Tras año y medio en el conjunto ajacied, el 24 de febrero de 2021 se hizo oficial su vuelta al Spartak de Moscú. Esta segunda etapa en el club finalizó el 1 de julio de 2024 tras perderse el tramo final de la temporada anterior al no poder viajar a Rusia desde la concentración que realizaron en Emiratos Árabes Unidos a inicios de año. En total disputó 235 partidos y marcó 114 goles, siendo el sexto máximo goleador histórico del club moscovita en el momento de su marcha. Entonces siguió jugando en el país asiático y en septiembre fichó por el United F. C.
En junio de 2025 fue detenido en Dubái, con orden de extradición a los Países Bajos, después de que el Tribunal de Ámsterdam rechazara mantenerle la libertad provisional. Fue condenado a siete años y medio de prisión por estar involucrado en el transporte de 1350 kilogramos de cocaína a Amberes (Bélgica) y por apuñalar a un primo suyo.

## Selección nacional
Hizo su debut con los Países Bajos en marzo de 2014 en un partido amistoso frente a Francia.

### Participaciones en Eurocopas
| Eurocopa      | Sede   | Resultado        | Partidos | Goles |
| ------------- | ------ | ---------------- | -------- | ----- |
| Eurocopa 2020 | Europa | Octavos de final | 2        | 0     |

## Estadísticas
Actualizado al último partido jugado en la temporada 2024-25.
| Club                             | Div.          | Temporada     | Liga  | Liga  | Copa  | Copa  | Internacional | Internacional | Total | Total |
| Club                             | Div.          | Temporada     | Part. | Goles | Part. | Goles | Part.         | Goles         | Part. | Goles |
| -------------------------------- | ------------- | ------------- | ----- | ----- | ----- | ----- | ------------- | ------------- | ----- | ----- |
| F. C. Twente · Países Bajos      | 1.ª           | 2011-12       | 3     | 0     | 0     | 0     | 0             | 0             | 3     | 0     |
| F. C. Twente · Países Bajos      | 1.ª           | 2012-13       | —     | —     | ―     | ―     | 1             | 0             | 1     | 0     |
| Go Ahead Eagles · Países Bajos   | 2.ª           | 2012-13       | 38    | 16    | 3     | 1     | ―             | ―             | 41    | 17    |
| Go Ahead Eagles · Países Bajos   | Total club    | Total club    | 38    | 16    | 3     | 1     | 0             | 0             | 41    | 17    |
| F. C. Twente · Países Bajos      | 1.ª           | 2013-14       | 31    | 11    | 0     | 0     | ―             | ―             | 31    | 11    |
| F. C. Twente · Países Bajos      | Total club    | Total club    | 34    | 11    | 0     | 0     | 1             | 0             | 35    | 11    |
| F. C. Spartak de Moscú · Rusia   | 1.ª           | 2014-15       | 28    | 13    | 1     | 0     | ―             | ―             | 29    | 13    |
| F. C. Spartak de Moscú · Rusia   | 1.ª           | 2015-16       | 30    | 18    | 2     | 0     | ―             | ―             | 32    | 18    |
| F. C. Spartak de Moscú · Rusia   | 1.ª           | 2016-17       | 26    | 12    | 1     | 0     | 2             | 0             | 29    | 12    |
| F. C. Spartak de Moscú · Rusia   | 1.ª           | 2017-18       | 26    | 15    | 5     | 4     | 7             | 2             | 38    | 21    |
| F. C. Spartak de Moscú · Rusia   | 1.ª           | 2018-19       | 5     | 1     | ―     | ―     | 2             | 1             | 7     | 2     |
| Sevilla F. C. · España           | 1.ª           | 2018-19       | 33    | 2     | 6     | 0     | 10            | 1             | 49    | 3     |
| Sevilla F. C. · España           | Total club    | Total club    | 33    | 2     | 6     | 0     | 10            | 1             | 49    | 3     |
| Ajax de Ámsterdam · Países Bajos | 1.ª           | 2019-20       | 20    | 12    | 2     | 0     | 6             | 4             | 28    | 16    |
| Ajax de Ámsterdam · Países Bajos | 1.ª           | 2020-21       | 19    | 6     | 1     | 0     | 5             | 0             | 25    | 6     |
| Ajax de Ámsterdam · Países Bajos | Total club    | Total club    | 39    | 18    | 3     | 0     | 11            | 4             | 53    | 22    |
| F. C. Spartak de Moscú · Rusia   | 1.ª           | 2020-21       | 11    | 3     | ―     | ―     | ―             | ―             | 11    | 3     |
| F. C. Spartak de Moscú · Rusia   | 1.ª           | 2021-22       | 22    | 6     | 3     | 4     | 6             | 2             | 31    | 12    |
| F. C. Spartak de Moscú · Rusia   | 1.ª           | 2022-23       | 27    | 20    | 10    | 5     | ―             | ―             | 37    | 25    |
| F. C. Spartak de Moscú · Rusia   | 1.ª           | 2023-24       | 17    | 6     | 4     | 2     | ―             | ―             | 21    | 8     |
| F. C. Spartak de Moscú · Rusia   | Total club    | Total club    | 192   | 94    | 26    | 15    | 17            | 5             | 235   | 114   |
| United F. C. · EAU               | 2.ª           | 2024-25       | 21    | 19    | ―     | ―     | ―             | ―             | 21    | 19    |
| United F. C. · EAU               | Total club    | Total club    | 21    | 19    | 0     | 0     | 0             | 0             | 21    | 19    |
| Total carrera                    | Total carrera | Total carrera | 357   | 160   | 38    | 16    | 39            | 10            | 434   | 186   |

Fuentes: Livefutbol y National Football Teams.

## Palmarés

### Títulos nacionales
| Título                        | Club                   | País         | Año  |
| ----------------------------- | ---------------------- | ------------ | ---- |
| Liga Premier de Rusia         | F. C. Spartak de Moscú | Rusia        | 2017 |
| Supercopa de Rusia            | F. C. Spartak de Moscú | Rusia        | 2017 |
| Supercopa de los Países Bajos | A. F. C. Ajax          | Países Bajos | 2019 |
| Copa de Rusia                 | F. C. Spartak de Moscú | Rusia        | 2022 |